# فرناند سانز
فرناند سانز (بالفرنسية: Fernand Sanz)‏ كان دراج فرنسي. سبق أن شارك في دورة الألعاب الأولمبية الصيفية وفاز بميدالية أولمبية.

## الميداليات
| الميدالية | المسابقة                       |
| --------- | ------------------------------ |
| فضية      | الألعاب الأولمبية الصيفية 1900 |

## روابط خارجية
- فرناند سانز على موقع أرشيف الدراجات (الإنجليزية)
- فرناند سانز على موقع CycleBase (الإنجليزية)
- فرناند سانز على موقع اللجنة الأولمبية الدولية (الإنجليزية)
- فرناند سانز على موقع أوليمبيديا (الإنجليزية)